# Félix Sellier
Félix Sellier (Spy, Jemeppe-sur-Sambre, 2 de gener de 1893 - Gembloux, 16 d'abril de 1965) va ser un ciclista belga que va córrer entre 1919 i 1928. El seu germà Fernand Sellier també fou ciclista.
D'entre les seves nombroses victòries destaquen tres etapes al Tour de França, cursa on fou tercer en l'edició de 1922; dues edicions de la Volta a Bèlgica (1919 i 1924), dos campionats nacionals en ruta (1923 i 1926) i les clàssiques París-Roubaix (1925) i París-Brussel·les (1922, 1923 i 1924).

## Palmarès
- 1912
  - 1r a la Binche-Tournai-Binche
- 1919
  - 1r de la Volta a Bèlgica
  - 1r del Circuit Dinantais
  - 1r de l'Oostende-Anvers
- 1920
  - 1r a Mettet
  - 1r a Merchienne-au-Pont
  - 1r a Namur
  - 1r a Moustier
- 1921
  - 1r a Jameppe-sur-Sambre
  - Vencedor d'una etapa al Tour de França
- 1922
  - 1r de la París-Brussel·les
  - 1r de l'Arlon-Oostende
  - Vencedor d'una etapa al Tour de França
- 1923
  -  Campió de Bèlgica en ruta
  - 1r de la París-Brussel·les
  - 1r del Circuit de Midi
- 1924
  - 1r de la Volta a Bèlgica
  - 1r de la París-Brussel·les
  - 1r del G.P.Sporting amb Emile Masson
  - 1r a Gembloux
  - 1r a Oupeye
- 1925
  - 1r a la París-Roubaix
  - 1r a Gembloux
  - 1r del Premi de Soissons
  - Vencedor d'una etapa de la Volta al País Basc
- 1926
  -  Campió de Bèlgica en ruta
  - Vencedor d'una etapa al Tour de França
- 1927
  - 1r a Gembloux
- 1928
  - 1r als Sis dies de Brussel·les (amb Henri Duray)
  - 1r a St.Servais

### Resultats al Tour de França
- 1920. Abandona (3a etapa)
- 1921. 16è a la classificació general. Una victòria d'etapa
- 1922. 3r a la classificació general. Una victòria d'etapa
- 1923. Abandona (2a etapa)
- 1924. Abandona (7a etapa)
- 1925. 9è a la classificació general
- 1926. 5è a la classificació general. Una victòria d'etapa